# パッサ・クアトロ

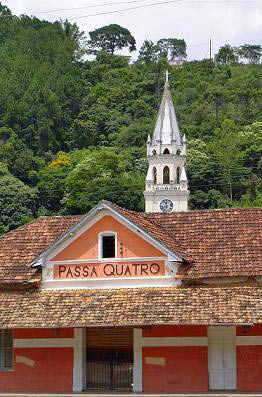
保存鉄道の駅

パッサ・クアトロ (ポルトガル語 : Passa Quatro) は、ブラジルのミナスジェライス州南部に位置する都市である。2000年の統計によると、人口は14485人で、面積は277km2である。年間降水量は1577mmである。鉱泉水を産する。この都市はブラジルで4番目に高い山 (ペトラ・ダ・ミーナ峰、2798m) を含むマンチケーラ山脈を境に、サンパウロ州に接している。市街地には、1930年までに建てられた、ポルトガル、フランス、イタリアの様式の影響を受けた住宅が多く残っている。山地を行く保存鉄道があることでも知られている。

## 参考
- pt:Passa Quatro （ポルトガル語）